# Scott Carson
Scott Paul Carson (Whitehaven, 3 settembre 1985) è un calciatore inglese, portiere svincolato.

## Carriera

### Club
Scott Carson inizia la propria carriera con il Cleator Moor Celtic, per poi andare al Workington Reds.
Nel 2002, durante una partita di FA Cup, viene notato da Peter Hampton, dirigente del Leeds, che lo porta a giocare ad Elland Road; dopo aver trascorso una stagione nel settore giovanile e sei mesi con la squadra riserve, riesce a debuttare in prima squadra in un pareggio per 1-1 contro il Manchester United ad Old Trafford.
Nel gennaio 2005, dopo aver disputato, in un anno e mezzo, appena tre gare col Leeds, firma di un contratto di quattro anni e mezzo per il Liverpool, che spende 750 000 sterline per assicurarsi le sue prestazione. Secondo portiere della squadra dopo Jerzy Dudek, Carson fa il proprio esordio con i Reds il 5 marzo, nella gara di campionato persa sul campo del Newcastle United; con Dudek sempre indisponibile, gioca da titolare anche le tre gare seguenti, compreso il quarto di finale di andata della Champions League 2004-2005 vinto per 2-1 sulla Juventus.
Nel marzo 2006 è andato in prestito allo Sheffield Wednesday, ma il 26 luglio ha comunque prolungato di due anni il contratto col Liverpool, disputando il campionato 2006-2007 in prestito nelle file del Charlton e venendo girato, sempre in prestito, all'Aston Villa per la stagione 2007-2008. Dalla stagione 2008-2009, dopo aver firmato un contratto quadriennale con opzione sul quinto anno, è titolare fra i pali del West Bromwich Albion, club di Premier League.. Nell'estate del 2011 firma un contratto col Bursaspor, nella massima serie turca, dove dimostra grande abilità tra i pali. Nell'estate 2013 dopo l'esperienza in Turchia, fa ritorno nuovamente in Inghilterra, firmando un contratto triennale con il Wigan per 700.000 euro, club di Championship. Dopo la retrocessione in terza divisione inglese dei Latics si accorda nell'estate 2015 con il Derby County, dove rimane per quattro stagioni, totalizzando in tutte le competizioni con i The Rams 171 presenze subendo 189 reti.
L'8 agosto del 2019 viene ingaggiato in prestito annuale dal Manchester City, dove ricoprirà il ruolo di terzo portiere della squadra.
Il 14 maggio del 2021 fa il suo esordio con i Citizens nella partita di campionato vinta per 4-3 in trasferta contro il Newcastle, tornando a giocare titolare in Premier League a distanza di dieci anni dall'ultima gara, e parando pure un rigore a Joe Willock.
Il 20 luglio 2021 il Manchester City ingaggia a titolo definitivo il portiere, dopo che il suo contratto con il Derby County è scaduto, acquistandolo a parametro zero. Il 9 marzo 2022 viene impiegato in occasione del pareggio per 0-0 contro lo Sporting Lisbona in Champions League, tornando a giocare nella massima competizione europea 17 anni dopo l'ultima volta.

### Nazionale
Nell'ottobre 2003, appena maggiorenne ed ancora senza presenze al Leeds, viene convocato dall'Under-21 inglese. Il suo debutto avviene il 17 febbraio 2004, nell'amichevole vinta per 3-2 contro i pari età olandesi. Nel 2006, Eriksson lo convoca nella selezione maggiore per il Mondiale in Germania. Durante la manifestazione, non scende però in campo. Il 17 giugno 2007, giocando contro l'Under-21 serba all'Europeo di categoria, raggiunge 28 presenze con la squadra giovanile superando il primato (27 partite) che detenevano Gareth Barry e Jamie Carragher.
L'esordio con la nazionale dei tre leoni risale al 16 novembre 2007, quando mantiene la rete inviolata nell'amichevole vinta (per 1-0) in trasferta contro l'Austria. Il commissario tecnico Steve McClaren lo schiera anche nella partita con la Croazia, decisiva per la qualificazione all'Europeo 2008: l'estremo difensore offre tuttavia una prestazione negativa, incassando 3 gol che determinano l'esclusione dei britannici dalla fase finale del torneo. Ottiene l'ultima presenza con Fabio Capello, che lo convoca anche successivamente. Nel settembre 2010 è costretto a lasciare il ritiro della squadra per un lutto familiare, venendo sostituito da Loach.

## Statistiche

### Presenze e reti nei club
Statistiche aggiornate al 28 maggio 2023.
| Stagione               | Squadra                | Campionato             | Campionato | Campionato | Coppe nazionali | Coppe nazionali | Coppe nazionali | Coppe continentali | Coppe continentali | Coppe continentali | Altre coppe | Altre coppe | Altre coppe | Totale | Totale |
| Stagione               | Squadra                | Comp                   | Pres       | Reti       | Comp            | Pres            | Reti            | Comp               | Pres               | Reti               | Comp        | Pres        | Reti        | Pres   | Reti   |
| ---------------------- | ---------------------- | ---------------------- | ---------- | ---------- | --------------- | --------------- | --------------- | ------------------ | ------------------ | ------------------ | ----------- | ----------- | ----------- | ------ | ------ |
| 2003-2004              | Leeds                  | PL                     | 3          | -2         | FACup+CdL       | 0               | 0               | -                  | -                  | -                  | -           | -           | -           | 3      | -2     |
| 2004-gen. 2005         | Leeds                  | FLC                    | 0          | 0          | FACup+CdL       | 0               | 0               | -                  | -                  | -                  | -           | -           | -           | 0      | 0      |
| Totale Leeds           | Totale Leeds           | Totale Leeds           | 3          | -2         |                 | 0               | 0               |                    | -                  | -                  |             | -           | -           | 3      | -2     |
| gen.-giu. 2005         | Liverpool              | PL                     | 4          | -3         | FACup+CdL       | 0               | 0               | UCL                | 1                  | -1                 | -           | -           | -           | 5      | -4     |
| 2005-gen. 2006         | Liverpool              | PL                     | 0          | 0          | FACup+CdL       | 1+1             | -3+-2           | UCL                | 2                  | -1                 | SU+CmC      | 0           | 0           | 4      | -6     |
| Totale Liverpool       | Totale Liverpool       | Totale Liverpool       | 4          | -3         |                 | 2               | -5              |                    | 3                  | -2                 |             | -           | -           | 9      | -10    |
| gen.-giu. 2006         | Sheffield Wednesday    | FLC                    | 9          | -5         | FACup+CdL       | 0               | 0               | -                  | -                  | -                  | -           | -           | -           | 9      | -5     |
| 2006-2007              | Charlton               | PL                     | 36         | -55        | FACup+CdL       | 0+2             | 0+-4            | -                  | -                  | -                  | -           | -           | -           | 38     | -59    |
| 2007-2008              | Aston Villa            | PL                     | 35         | -45        | FACup+CdL       | 1+0             | 0+-2            | -                  | -                  | -                  | -           | -           | -           | 36     | -47    |
| 2008-2009              | West Bromwich          | PL                     | 35         | -64        | FACup+CdL       | 4+0             | 0+-6            | -                  | -                  | -                  | -           | -           | -           | 39     | -70    |
| 2009-2010              | West Bromwich          | FLC                    | 43         | -44        | FACup+CdL       | 4+0             | 0+-7            | -                  | -                  | -                  | -           | -           | -           | 47     | -51    |
| 2010-2011              | West Bromwich          | PL                     | 32         | -58        | FACup+CdL       | 0               | 0               | -                  | -                  | -                  | -           | -           | -           | 32     | -58    |
| Totale West Bromwich   | Totale West Bromwich   | Totale West Bromwich   | 110        | -166       |                 | 8               | -13             |                    | -                  | -                  |             | -           | -           | 118    | -179   |
| 2011-2012              | Bursaspor              | SL                     | 34         | -34        | TK              | 3               | -5              | UEL                | 4                  | -6                 | -           | -           | -           | 41     | -45    |
| 2012-2013              | Bursaspor              | SL                     | 29         | -33        | TK              | 3               | -6              | UEL                | 4                  | -6                 | -           | -           | -           | 36     | -45    |
| Totale Bursaspor       | Totale Bursaspor       | Totale Bursaspor       | 63         | -67        |                 | 6               | -11             |                    | 8                  | -12                |             | -           | -           | 77     | -90    |
| 2013-2014              | Wigan                  | FLC                    | 16+2       | -22+-2     | FACup+CdL       | 2+0             | -2+0            | UEL                | 4                  | -4                 | CS          | 1           | -2          | 25     | -32    |
| 2014-2015              | Wigan                  | FLC                    | 34         | -44        | FACup+CdL       | 0               | 0               | -                  | -                  | -                  | -           | -           | -           | 34     | -44    |
| Totale Wigan           | Totale Wigan           | Totale Wigan           | 52         | -68        |                 | 2               | -2              |                    | 4                  | -4                 |             | 1           | -2          | 59     | -76    |
| 2015-2016              | Derby County           | FLC                    | 36+2       | -32+-3     | FACup+CdL       | 1+0             | -3+0            | -                  | -                  | -                  | -           | -           | -           | 39     | -38    |
| 2016-2017              | Derby County           | FLC                    | 46         | -50        | FACup+CdL       | 2+2             | -3+-1           | -                  | -                  | -                  | -           | -           | -           | 50     | -54    |
| 2017-2018              | Derby County           | FLC                    | 46+2       | -48+-2     | FACup+CdL       | 1+0             | -2+0            | -                  | -                  | -                  | -           | -           | -           | 49     | -52    |
| 2018-2019              | Derby County           | FLC                    | 30         | -40        | FACup+CdL       | 0+3             | 0+-5            | -                  | -                  | -                  | -           | -           | -           | 33     | -45    |
| Totale Derby County    | Totale Derby County    | Totale Derby County    | 162        | -175       |                 | 9               | -14             |                    | -                  | -                  |             | -           | -           | 171    | -189   |
| 2019-2020              | Manchester City        | PL                     | 0          | 0          | FACup+CdL       | 0               | 0               | UCL                | 0                  | 0                  | CS          | 0           | 0           | 0      | 0      |
| 2020-2021              | Manchester City        | PL                     | 1          | -3         | FACup+CdL       | 0               | 0               | UCL                | 0                  | 0                  | ;           | -           | -           | 1      | -3     |
| 2021-2022              | Manchester City        | PL                     | 0          | 0          | FACup+CdL       | 0               | 0               | UCL                | 1                  | 0                  | CS          | 0           | 0           | 1      | 0      |
| 2022-2023              | Manchester City        | PL                     | 0          | 0          | FACup+CdL       | 0               | 0               | UCL                | 0                  | 0                  | CS          | 0           | 0           | 0      | 0      |
| 2023-2024              | Manchester City        | PL                     | 0          | 0          | FACup+CdL       | 0               | 0               | UCL                | 0                  | 0                  | CS+SU+CmC   | 0           | 0           | 0      | 0      |
| 2024-2025              | Manchester City        | PL                     | 0          | 0          | FACup+CdL       | -               | -               | UCL                | 0                  | 0                  | CS+Cmc      | 0           | 0           | 0      | 0      |
| Totale Manchester City | Totale Manchester City | Totale Manchester City | 1          | -3         |                 | 0               | 0               |                    | 1                  | 0                  |             | 0           | 0           | 2      | -3     |
| Totale carriera        | Totale carriera        | Totale carriera        | 475        | -589       |                 | 30              | -51             |                    | 16                 | -18                |             | 1           | -2          | 522    | -660   |

### Presenze e reti in nazionale
| Cronologia completa delle presenze e delle reti in nazionale ― Inghilterra | Cronologia completa delle presenze e delle reti in nazionale ― Inghilterra | Cronologia completa delle presenze e delle reti in nazionale ― Inghilterra | Cronologia completa delle presenze e delle reti in nazionale ― Inghilterra | Cronologia completa delle presenze e delle reti in nazionale ― Inghilterra | Cronologia completa delle presenze e delle reti in nazionale ― Inghilterra | Cronologia completa delle presenze e delle reti in nazionale ― Inghilterra | Cronologia completa delle presenze e delle reti in nazionale ― Inghilterra |
| Data                                                                       | Città                                                                      | In casa                                                                    | Risultato                                                                  | Ospiti                                                                     | Competizione                                                               | Reti                                                                       | Note                                                                       |
| -------------------------------------------------------------------------- | -------------------------------------------------------------------------- | -------------------------------------------------------------------------- | -------------------------------------------------------------------------- | -------------------------------------------------------------------------- | -------------------------------------------------------------------------- | -------------------------------------------------------------------------- | -------------------------------------------------------------------------- |
| 16-11-2007                                                                 | Vienna                                                                     | Austria                                                                    | 0 – 1                                                                      | Inghilterra                                                                | Amichevole                                                                 | -                                                                          |                                                                            |
| 21-11-2007                                                                 | Londra                                                                     | Inghilterra                                                                | 2 – 3                                                                      | Croazia                                                                    | Qual. Euro 2008                                                            | -3                                                                         |                                                                            |
| 19-11-2008                                                                 | Berlino                                                                    | Germania                                                                   | 1 – 2                                                                      | Inghilterra                                                                | Amichevole                                                                 | -1                                                                         | 46’                                                                        |
| 15-11-2011                                                                 | Londra                                                                     | Inghilterra                                                                | 1 – 0                                                                      | Svezia                                                                     | Amichevole                                                                 | -                                                                          | 46’                                                                        |
| Totale                                                                     |                                                                            | Presenze                                                                   | 4                                                                          |                                                                            | Reti                                                                       | -4                                                                         |                                                                            |

## Palmarès

### Competizioni nazionali
- Community Shield: 2

Manchester City: 2019, 2024
 Coppa di Lega inglese: 2 
Manchester City: 2019-2020, 2020-2021
- Campionato inglese: 4

Manchester City: 2020-2021, 2021-2022, 2022-2023, 2023-2024
- Coppa d'Inghilterra: 1

Manchester City: 2022-2023

### Competizioni internazionali
- UEFA Champions League: 2

Liverpool: 2004-2005
Manchester City: 2022-2023
- Supercoppa UEFA: 2

Liverpool: 2005
Manchester City: 2023
- Coppa del mondo per club: 1

Manchester City: 2023